# Brigitte Lamy
Pour les articles homonymes, voir Lamy.
Brigitte Lamy, née le 28 décembre 1950, est une curleuse française.

## Biographie
Brigitte Lamy est sacrée championne de France de curling en 1989.
Elle participe à trois éditions des Championnats du monde de curling, sa meilleure performance étant une huitième place en 1991, et à trois éditions des Championnats d'Europe de curling. Elle dispute également le tournoi de démonstration de curling aux Jeux olympiques de 1992, terminant à la septième place.